# آی-فای
آی-فای (انگلیسی: Eye-Fi) شرکت سخت‌افزار آمریکایی است، که در سال ۲۰۰۵ تأسیس شد.